# Scotopteryx ignorata
Scotopteryx ignorata is een vlinder uit de familie spanners (Geometridae). De wetenschappelijke naam is voor het eerst geldig gepubliceerd in 1998 door Huemer & Hausmann.
De soort komt voor in Europa.